# Bornambusc
Bornambusc là một xã thuộc tỉnh Seine-Maritime trong vùng Normandie miền bắc nước Pháp.

## Huy hiệu
| Arms of Bornambusc | The arms of Bornambusc are blazoned: Vert, a helm ??decayed in front?? Or, and on a chief argent a marlet between 2 fleurs de lys gules. |

## Dân số
| Năm | 1962 | 1968 | 1975 | 1982 | 1990 | 1999 | 2006 |
| --- | ---- | ---- | ---- | ---- | ---- | ---- | ---- |
| Dân số | 179  | 183  | 191  | 218  | 231  | 241  | 249  |
| From the year 1962 on: No double counting—residents of multiple communes (e.g. students and military personnel) are counted only once. |      |      |      |      |      |      |      |